# レプリカート
『レプリカート』　(Replicart)　は、1987年に日本のソニーから発売されたMSX2用固定画面アクションゲーム。サブタイトルは「地下迷宮の謎」。
21世紀末を舞台に、主人公の青年ディックが乗り込んだヘビのような細長いマシン「レプリカート」を操作し、宇宙生物「サランドラ」を倒して地球を救出する事を目的としている。テレビゲームの古典と言われるヘビゲームをアレンジしたもの。
開発はクロンが行い、プロデューサーおよびゲーム・デザイン、キャラクター・デザインはくすもとひろきが担当し、レプリカートとサランドラの決戦を描いたパッケージイラストは園田健一が担当した。
1988年にはタイトーによってPC-8801SRやファミリーコンピュータ ディスクシステムへも移植された。

## 概要
古典的なヘビゲームのリメイクであり、基本操作もヘビゲームに準ずる。すなわち、主人公はヘビのような細長いマシン「レプリカート」を操作し、サランドラのエサであるバイトスライムを回収していく。回収するたびにレプリカートの体は1ブロックずつ長くなっていく。レプリカートはカーソルキー押下方向へ進むのではなく、左右を押すことにより、進行方向に対して左右に曲がることになる。また、レプリカートは常に前進を続けており、止まることはできない。壁、自分の身体、敵に接触するとミスとなり一機失う。必要な数のバイトスライムを回収すると次のステージへの出口が開く。全300ステージ。
舞台が21世紀末であり、全体的にメカニカルな意匠となっている。ステージによってはマジックプレートと呼ばれるプレートがあり、身体縮小や敵の全滅などの効果を持つアイテムが隠されている。中には武器が発射できるようになるものもある。

## ストーリー
舞台は21世紀末の地球。ヘビのような細長い宇宙生物「サランドラ」が地球に侵入、地下に巨大基地を構築した。基地の構造上、入り込むための戦闘マシンはサランドラのような体型でなくてはならない。そこで人類はヘビの姿のマシン「レプリカート」を開発し、青年ディックに操縦を託した。

## 移植版
| No. | タイトル     | 発売日        | 対応機種         | 開発元 | 発売元   | メディア           | 型式    | 備考 |
| --- | ------------ | ------------- | ---------------- | ------ | -------- | ------------------ | ------- | ---- |
| 1   | レプリカート | 1988年4月     | PC-8801SR以降    | KLON   | タイトー | フロッピーディスク | TPS-04  |      |
| 2   | レプリカート | 1988年7月12日 | ディスクシステム | KLON   | タイトー | ディスクカード両面 | TFD-REP |      |

## スタッフ
MSX版
- ゲーム・デザイン：くすもとひろき、MEERKAT
- キャラクター・デザイン：くすもとひろき
- 音楽：さかたつよし、HIROSHI
- プログラム：WATANABE CYCLING KID、SAKATA NO KINTOKI、MEERKAT
- テクニカル・アドバイザー：よしのたかし、SONOTE NO GOTOH、TUNEZOO SHIRAIWA、LION KID OBAYASHI、YACCHAN
- ディレクター：HIROSHI
- プロデューサー：くすもとひろき
- エグゼクティブ・プロデューサー：たかはししげお
- スペシャル・サンクス：MORITA Jr.

## 評価
MSX版
- ゲーム本『美食倶楽部バカゲー専科外伝 謎のゲーム魔境3』においてゲームクリエイターのゾルゲ市蔵は個人的評価を60点（満100点）とした上で、コナミから稼働されたアーケードゲーム『ジャングラー』（1981年）を彷彿させ作りは丁寧であるとしたが、「細かい操作を要求されるために、いまいちみみっちくて爽快感に欠けるのが残念」と否定的に評価した[3]。

ファミリーコンピュータ版
- ゲーム誌『ファミコン通信』の「クロスレビュー」では合計23点（満40点）となっている。

- ゲーム誌『ファミリーコンピュータMagazine』の読者投票による「ゲーム通信簿」での評価は以下の通りとなっており、11.40点（満25点）となっている[1]。

| 項目 | キャラクタ | 音楽 | 操作性 | 熱中度 | お買得度 | オリジナリティ | 総合  |
| 得点 | 2.20       | 2.20 | 2.00   | 2.30   | -        | 2.70           | 11.40 |

- ゲーム誌『ユーゲー』では、音楽が怪電波のようである事や、目に厳しい色使いの映像に関して「猛烈にアバンギャルドだ」と指摘した上で、「とても人にはオススメできない怪作だが、もし遊びたいならMSX2版を薦める」と酷評した[2]。